# Cihowe
Cihowe is een bestuurslaag in het regentschap Bogor van de provincie West-Java, Indonesië. Cihowe telt 6228 inwoners (volkstelling 2010).